# North Rode
North Rode is een civil parish in het bestuurlijke gebied Cheshire East, in het Engelse graafschap Cheshire met 234 inwoners.